# Fiat 127
La Fiat 127 (codice di progetto interno: X1/4) è una autovettura prodotta dalla casa automobilistica italiana FIAT, in listino dal 1971 al 1987.

## Contesto
Venne messa in vendita nell'aprile 1971 con un prezzo di lancio di 920.000 lire, come erede della Fiat 850, che risultava ormai improponibile per la sua obsolescenza. Nel 1970, infatti, furono prodotte in Italia 648000 autovetture con cilindrata compresa tra i 1000 e i 1500 cc, 447000 autovetture con cilindrata inferiore ai 500 cc e solamente 220000 autovetture con cilindrata compresa tra i 500 e i 1000 cm³.
Rispetto alla vettura che l'ha preceduta, la 127 rappresenta un passo avanti notevole: il motore è anteriore trasversale (anziché posteriore), la trazione è sulle ruote anteriori (prima era posteriore), il pianale è completamente nuovo, le sospensioni seguono lo schema a 4 ruote indipendenti con sospensione anteriore Mc Pherson e posteriori a balestra trasversale. Della 850 viene conservato il motore 100 4 cilindri con albero a camme laterale e distribuzione ad aste e bilancieri, montato nella versione da 903 cm³ della 850 Sport Coupé, ma depotenziato a 47 CV erogati a 6200 giri/min. e con una coppia max di 6,3 kgm. a 3500 giri/min.
Molte delle innovazioni tecnologiche erano state anche testate nell'ambito dello stesso gruppo FIAT sulla Autobianchi A112, presentata un paio d'anni prima e che sarà anche una delle avversarie più agguerrite nelle vendite, in particolare sul mercato nazionale.

## Prima serie

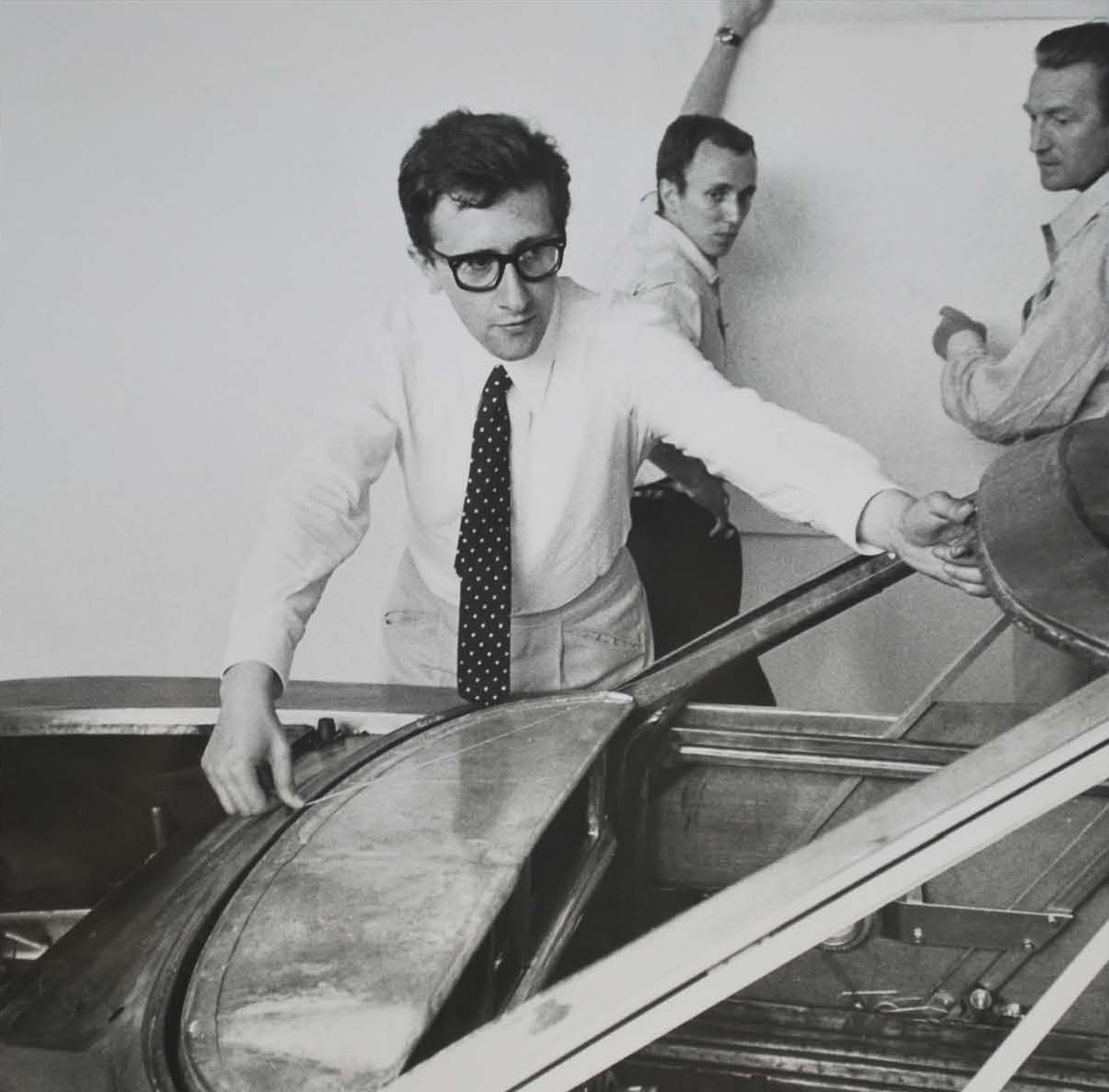
Il designer Pio Manzù; scomparso trentenne nel 1969, non poté vedere ultimato il suo progetto.

Rispetto alla sua progenitrice, la 127 si rivela anche molto più moderna e spaziosa all'interno. Anche il bagagliaio è molto più ampio (365 dm³). L'interno punta sulla razionalità, sia nello sfruttamento dello spazio (l'abitabilità per 4 persone è decisamente buona e rende l'auto idonea alle necessità di una piccola famiglia), sia negli arredi.
Lo stile della vettura è opera di Pio Manzù (figlio dello scultore Giacomo) e di Rodolfo Bonetto (nipote del pilota Felice); Manzù non fece in tempo a vedere il compimento del proprio lavoro, perché morì in un incidente automobilistico proprio mentre si recava a Torino per la presentazione ufficiale della maquette.
Su strada, inoltre, la nuova utilitaria FIAT ha un ottimo comportamento: la tenuta di strada è elevata, le prestazioni sono brillanti (oltre 140 km/h di velocità massima) e i consumi contenuti. Di buon livello anche il cambio a 4 rapporti e l'impianto frenante, dotato di freni a disco anteriori e a tamburo posteriori.
Il successo del modello, sia da parte del pubblico che da parte della critica fu immediato, ben rappresentato dalla conquista, nell'anno della presentazione, dell'ambito premio Auto dell'anno.
Le uniche critiche vennero dai paesi del Nord Europa, dove furono riscontrati limitati problemi di corrosione delle parti metalliche, acuiti dai climi freddi e dalla presenza del sale antighiaccio sulle strade. Questo problema, imputabile ai modesti trattamenti anti-corrosione, era, d'altra parte, ricorrente sulla quasi totalità dei modelli italiani del periodo e non costituì un grave handicap nella diffusione della 127, che nel novembre 1974 raggiunse il milione di esemplari prodotti.

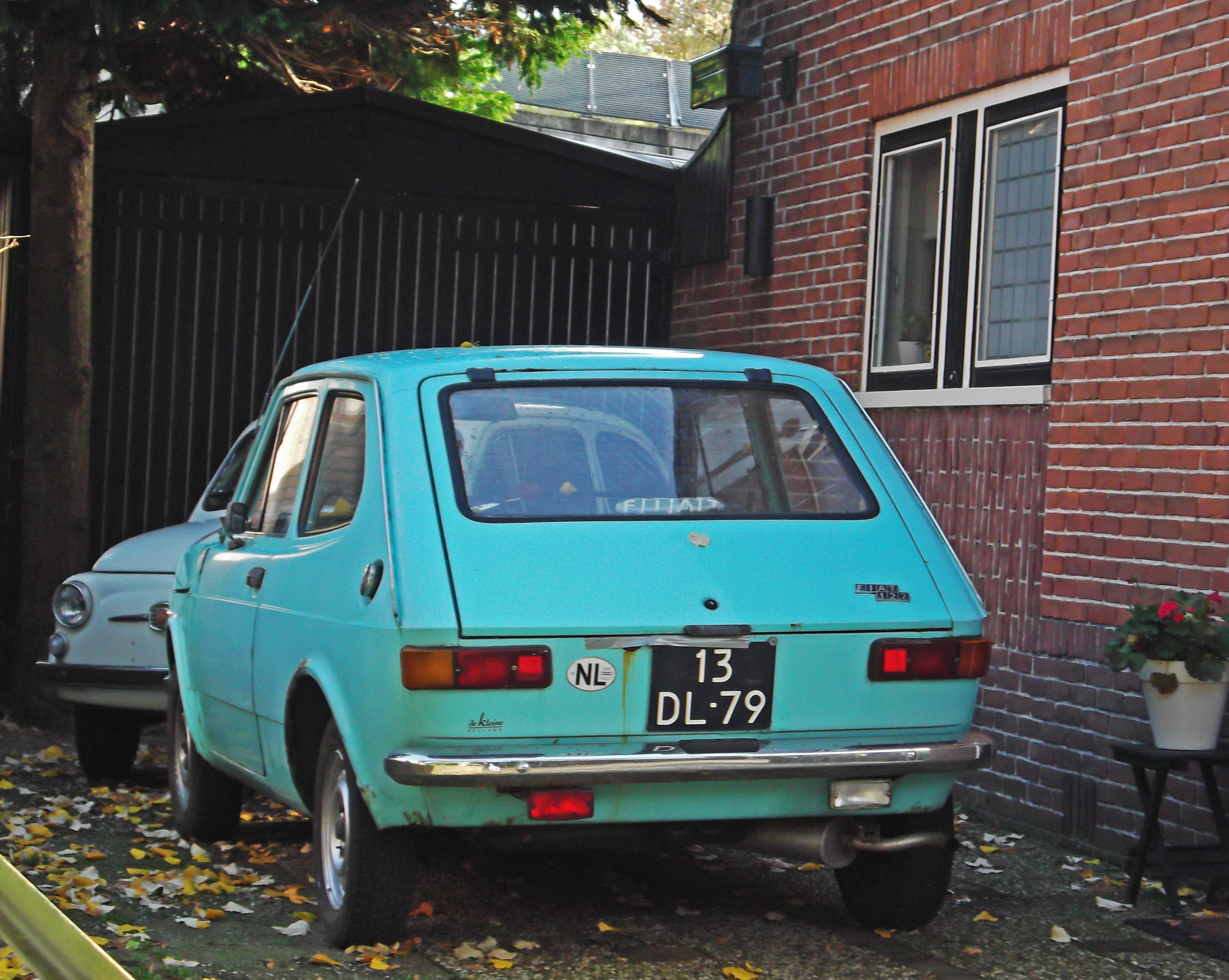
Una Fiat 127 3P

Nell'aprile del 1972 alla versione standard viene affiancata la 3p, dotata del portellone posteriore, mentre dal ottobre 1974 è disponibile, sia per la versione a 2 porte che per quella a 3, il livello di finitura "Special", che si distingue per una diversa plancia, per i sedili bicolore con poggiatesta a richiesta, per i profili laterali in metallo e gomma, per la luce di retromarcia, per i diversi paraurti con profilo gommato, per i copricerchi specifici, per l'inedita mascherina a maglia quadrata, per i profili cromati sui gocciolatoi, sui fanali anteriori e posteriori, sulle maniglie apriporta interne ed esterne, sui pannelli, sui braccioli e perfino sul lato esterno delle guarnizioni dei vetri.
Dal mese di luglio del 1976 compare nei listini italiani la versione 4 porte (solo in allestimento "Special"), prodotta dalla spagnola SEAT, in quel periodo in joint venture con la FIAT. Le vetture mostravano lievi variazioni nella finitura e dotazione degli interni, ma recavano il marchio FIAT. L'accordo di collaborazione prevedeva l'esportazione in Spagna di 25.000 127 3P.
Agli inizi del 1976, per far fronte alle normative antinquinamento appena entrate in vigore, il motore viene opportunamente modificato; si lavora sulla distribuzione e più precisamente su una riduzione delle fasi (aspirazione da 25°/51° a 17°/43°, scarico da 64°/12° a 57°/3°) e sulla diminuzione dell'alzata delle valvole, passata da 8,8 a 8,4 mm. Si adotta anche un nuovo carburatore con un diffusore da 22 mm (Weber 30 IBA 22), in luogo dell'originale da 24 mm (Weber 32 IBA 20). Con questa modifica il motore diventa meno brillante e meno grintoso; anche i consumi di carburante, secondo la rivista Quattroruote, aumentano mediamente del 10%. Questi i nuovi dati di erogazione: potenza max. 45  CV/DIN a 5600 giri/min. Coppia max. 6,5 kgm/DIN a 3000 giri/min.

### Dati tecnici
| Caratteristiche tecniche - Fiat 127 del 1971                                | Caratteristiche tecniche - Fiat 127 del 1971 | Caratteristiche tecniche - Fiat 127 del 1971 | Caratteristiche tecniche - Fiat 127 del 1971 | Caratteristiche tecniche - Fiat 127 del 1971 | Caratteristiche tecniche - Fiat 127 del 1971 |
| --------------------------------------------------------------------------- | --- | --- | --- | --- | --- |
|                                                                             | | | | | |
| Configurazione                                                              | | | | | |
| Carrozzeria: Berlina                                                        | Carrozzeria: Berlina | Posizione motore: anteriore trasversale | Posizione motore: anteriore trasversale | Trazione: anteriore | Trazione: anteriore |
| Dimensioni e pesi                                                           | | | | | |
| Ingombri (lungh.×largh.×alt. in mm): 3590 × 1520 × 1390                     | Ingombri (lungh.×largh.×alt. in mm): 3590 × 1520 × 1390 | Ingombri (lungh.×largh.×alt. in mm): 3590 × 1520 × 1390 | Ingombri (lungh.×largh.×alt. in mm): 3590 × 1520 × 1390 | Diametro minimo sterzata: 9,60 m | Diametro minimo sterzata: 9,60 m |
| Interasse: 2225 mm                                                          | Interasse: 2225 mm | Carreggiate: anteriore 1280 - posteriore 1295 mm | Carreggiate: anteriore 1280 - posteriore 1295 mm | Altezza minima da terra: | Altezza minima da terra: |
| Posti totali: 4                                                             | Posti totali: 4 | Bagagliaio: 365 dm³ | Bagagliaio: 365 dm³ | Serbatoio: 30 l | Serbatoio: 30 l |
| Masse                                                                       | a vuoto: 705 kg / in ordine di marcia: 1105 kg / rimorchiabile: 700 kg | a vuoto: 705 kg / in ordine di marcia: 1105 kg / rimorchiabile: 700 kg | a vuoto: 705 kg / in ordine di marcia: 1105 kg / rimorchiabile: 700 kg | a vuoto: 705 kg / in ordine di marcia: 1105 kg / rimorchiabile: 700 kg | a vuoto: 705 kg / in ordine di marcia: 1105 kg / rimorchiabile: 700 kg |
| Meccanica                                                                   | | | | | |
| Tipo motore: 4 cilindri in linea ciclo Otto; rapporto di compressione 9 : 1 | Tipo motore: 4 cilindri in linea ciclo Otto; rapporto di compressione 9 : 1 | Tipo motore: 4 cilindri in linea ciclo Otto; rapporto di compressione 9 : 1 | Cilindrata: (Alesaggio x corsa = 65 x 68 mm); 903 cm³ | Cilindrata: (Alesaggio x corsa = 65 x 68 mm); 903 cm³ | Cilindrata: (Alesaggio x corsa = 65 x 68 mm); 903 cm³ |
| Distribuzione: a 2 valvole con albero a cammes laterale                     | Distribuzione: a 2 valvole con albero a cammes laterale | Distribuzione: a 2 valvole con albero a cammes laterale | Alimentazione: a carburatore Weber 32 IBA 20 | Alimentazione: a carburatore Weber 32 IBA 20 | Alimentazione: a carburatore Weber 32 IBA 20 |
| Prestazioni motore                                                          | Potenza: 47 CV DIN a 6.200 giri/min / Coppia: 6,3 kgm DIN a 3.500 giri/min | Potenza: 47 CV DIN a 6.200 giri/min / Coppia: 6,3 kgm DIN a 3.500 giri/min | Potenza: 47 CV DIN a 6.200 giri/min / Coppia: 6,3 kgm DIN a 3.500 giri/min | Potenza: 47 CV DIN a 6.200 giri/min / Coppia: 6,3 kgm DIN a 3.500 giri/min | Potenza: 47 CV DIN a 6.200 giri/min / Coppia: 6,3 kgm DIN a 3.500 giri/min |
| Accensione: a spinterogeno con contatti platinati.                          | Accensione: a spinterogeno con contatti platinati. | Accensione: a spinterogeno con contatti platinati. | Impianto elettrico: a 12 V, dinamo 230 W, batteria 34 Ah, dal gennaio del 1973 alternatore da 34 Ah con regolatore di carica separato. A partire dalla seconda serie, alternatore con regolatore incorporato. | Impianto elettrico: a 12 V, dinamo 230 W, batteria 34 Ah, dal gennaio del 1973 alternatore da 34 Ah con regolatore di carica separato. A partire dalla seconda serie, alternatore con regolatore incorporato. | Impianto elettrico: a 12 V, dinamo 230 W, batteria 34 Ah, dal gennaio del 1973 alternatore da 34 Ah con regolatore di carica separato. A partire dalla seconda serie, alternatore con regolatore incorporato. |
| Frizione: monodisco a secco                                                 | Frizione: monodisco a secco | Frizione: monodisco a secco | Cambio: a 4 rapporti + RM | Cambio: a 4 rapporti + RM | Cambio: a 4 rapporti + RM |
| Telaio                                                                      | | | | | |
| Corpo vettura                                                               | Scocca metallica autoportante | Scocca metallica autoportante | Scocca metallica autoportante | Scocca metallica autoportante | Scocca metallica autoportante |
| Sterzo                                                                      | a cremagliera | a cremagliera | a cremagliera | a cremagliera | a cremagliera |
| Sospensioni                                                                 | anteriori: schema MacPherson a ruote indipendenti, bracci trasversali oscillanti e puntoni di reazione longitudinali, barra trasversale stabilizzatrice, molla elicoidale con ammortizzatori idraulici telescopici coassiali / posteriori: a ruote indipendenti, bracci triangolari trasversali oscillanti, balestra trasversale, ammortizzatori idraulici telescopici | anteriori: schema MacPherson a ruote indipendenti, bracci trasversali oscillanti e puntoni di reazione longitudinali, barra trasversale stabilizzatrice, molla elicoidale con ammortizzatori idraulici telescopici coassiali / posteriori: a ruote indipendenti, bracci triangolari trasversali oscillanti, balestra trasversale, ammortizzatori idraulici telescopici | anteriori: schema MacPherson a ruote indipendenti, bracci trasversali oscillanti e puntoni di reazione longitudinali, barra trasversale stabilizzatrice, molla elicoidale con ammortizzatori idraulici telescopici coassiali / posteriori: a ruote indipendenti, bracci triangolari trasversali oscillanti, balestra trasversale, ammortizzatori idraulici telescopici | anteriori: schema MacPherson a ruote indipendenti, bracci trasversali oscillanti e puntoni di reazione longitudinali, barra trasversale stabilizzatrice, molla elicoidale con ammortizzatori idraulici telescopici coassiali / posteriori: a ruote indipendenti, bracci triangolari trasversali oscillanti, balestra trasversale, ammortizzatori idraulici telescopici | anteriori: schema MacPherson a ruote indipendenti, bracci trasversali oscillanti e puntoni di reazione longitudinali, barra trasversale stabilizzatrice, molla elicoidale con ammortizzatori idraulici telescopici coassiali / posteriori: a ruote indipendenti, bracci triangolari trasversali oscillanti, balestra trasversale, ammortizzatori idraulici telescopici |
| Freni                                                                       | anteriori: a disco / posteriori: a tamburo; con comando idraulico, doppio circuito e correttore di frenata al retrotreno. Freno a mano sulle posteriori con comando meccanico | anteriori: a disco / posteriori: a tamburo; con comando idraulico, doppio circuito e correttore di frenata al retrotreno. Freno a mano sulle posteriori con comando meccanico | anteriori: a disco / posteriori: a tamburo; con comando idraulico, doppio circuito e correttore di frenata al retrotreno. Freno a mano sulle posteriori con comando meccanico | anteriori: a disco / posteriori: a tamburo; con comando idraulico, doppio circuito e correttore di frenata al retrotreno. Freno a mano sulle posteriori con comando meccanico | anteriori: a disco / posteriori: a tamburo; con comando idraulico, doppio circuito e correttore di frenata al retrotreno. Freno a mano sulle posteriori con comando meccanico |
| Pneumatici                                                                  | 135-SR x 13 | 135-SR x 13 | 135-SR x 13 | 135-SR x 13 | 135-SR x 13 |
| Prestazioni dichiarate                                                      | | | | | |
| Velocità: 140 km/h                                                          | Velocità: 140 km/h | Velocità: 140 km/h | Accelerazione: 35,2 s sul km da fermo | Accelerazione: 35,2 s sul km da fermo | Accelerazione: 35,2 s sul km da fermo |
| Consumi                                                                     | a 90 km/h: 5,8 - a 120 km/h: 7,6 - urbano: 7,8 l/100 km | a 90 km/h: 5,8 - a 120 km/h: 7,6 - urbano: 7,8 l/100 km | a 90 km/h: 5,8 - a 120 km/h: 7,6 - urbano: 7,8 l/100 km | a 90 km/h: 5,8 - a 120 km/h: 7,6 - urbano: 7,8 l/100 km | a 90 km/h: 5,8 - a 120 km/h: 7,6 - urbano: 7,8 l/100 km |
| Fonte dei dati: Quattroruote - giugno 1971                                  | | | | | |

## Seconda serie
Nel maggio 1977 la 127 è oggetto di un profondo restyling e nasce la seconda serie del modello. I cambiamenti sono rilevanti: cambiano frontale, coda, andamento del finestrino posteriore, e tutti gli interni. Modifica degna di nota, il percettibile allungamento del vano motore, e relativo cofano, per permettere l'adozione anche del motore di 1049 cc, prodotto da Fiat Brasile, leggermente più ingombrante del Fiat 903 cc. 4 le varianti di carrozzeria disponibili: 2 porte, 3 porte, 4 porte (di produzione SEAT) e, in seguito, 5 porte; 3 gli allestimenti (L, C e CL); due i motori (il vecchio 903 cm³ e un inedito 1050 cm³).
Al momento del lancio, per la 2 porte e la 3 porte, gli allestimenti L e C erano riservati alla motorizzazione 903 cm³ mentre l'allestimento CL si poteva avere solo con motore 1049 cm³. La 4 porte era invece offerta solo con l'allestimento CL, abbinato però al motore da 903 cm³, e prodotta dagli stabilimenti spagnoli della SEAT.  Si aggiungeranno in seguito, la versione Sport (solo a 3 porte) e dal 1980 la 5 porte (prima C, poi anche CL, solo con motore 903 cm³).
Esteticamente la L presenta paraurti metallici neri con angolari in plastica, è inoltre priva di luci di retromarcia e ha un interno piuttosto spartano, con sedili anteriori a schienale fisso rivestiti in similpelle nera, pannelli porta anch'essi in similpelle nera privi di tasche portaoggetti e con maniglia piccola. La C ha paraurti più grossi e interamente in plastica, luci di retromarcia, ventilatore interno a due velocità, lunotto termico, sedili meglio profilati in similpelle o in panno,  rivestimento padiglione in agugliato, pannelli porta dotati di una maniglia più grande che funge da poggiabraccia e incorpora la levetta di apertura porta, calandra anteriore con striscia inferiore cromata.  A centro plancia compare l'accendisigari mentre nella strumentazione viene aggiunto il termometro del liquido di raffreddamento e il lavavetro diventa elettrico. La CL presenta paraurti con parte superiore verniciata in argento metallizzato, cerchi di diverso disegno con coppe argento, rivestimento interno in moquette, vetri posteriori apribili a compasso, sedili reclinabili in finta pelle o velluto , pannelli porte rivestiti in moquette; a richiesta, secondo le versioni, ci sono contagiri (solo sulla CL), cristalli atermici, poggiatesta, cinture di sicurezza, lunotto termico, tergilunotto, vernice metallizzata (argento, rame, verde chiaro, azzurro le tinte). Da un punto di vista estetico, la macchina perde un po' di freschezza, complice una nuova plancia dal disegno poco riuscito, soprattutto la strumentazione.
Meccanicamente si segnala una novità: accanto al 903, viene introdotto un 4 cilindri monoalbero in testa di 1049 cm³ da 50 CV, prodotto in Brasile.
Su entrambe le motorizzazioni venne montato un nuovo cambio di velocità con un rinvio finale del 15% più lungo [14/57(4,071:1)] rispetto a quello montato precedentemente [13/61(4,692:1)]. Tale modifica, istituita per limitare i consumi e la rumorosità a velocità costante, influì pesantemente sulla capacità di ripresa della vettura: in particolare la versione 903 cm³, complice anche il motore depotenziato a 45 CV, perse gran parte delle sue doti di scatto e agilità tipiche della prima versione, trasformandosi in una tranquilla berlinetta senza pretese. Chi voleva qualcosa in più doveva rivolgersi alla versione 1049 cm³ la quale, pur disponendo di un motore dal temperamento meno vivace rispetto alla 900 I serie, ricalcava grosso modo le prestazioni della vecchia versione. Dato il nuovo rinvio finale lungo, si rese necessario sostituire il rapporto della prima marcia con uno più corto [11/43(3,909:1)] rispetto a quello montato in origine [11/40 (3,636:1)] allo scopo di facilitare lo spunto del veicolo in salita e/o a pieno carico.

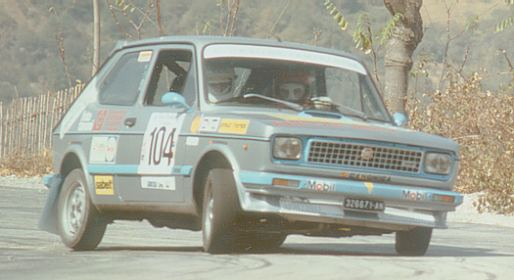
Una Fiat 127 Sport 70 HP durante il Rally del Conero del 1987

Nel 1978 arriva la 127 Sport, solo a tre porte e caratterizzata sportivamente ed equipaggiata col motore 1050 potenziato a 70cv (differente da quello ad aste e bilancieri della 112 Abarth). Esteticamente la 127 Sport si presenta piuttosto aggressiva: carrozzeria nera con strisce adesive arancio oppure arancio con strisce adesive nere oppure grigio metallizzato con strisce adesive nere, calandra con disegno reticolare, loghi sport, spoiler anteriore e posteriore, cerchi stampati con disegno sportivo, pneumatici 155/70 larghi e scarico con doppia uscita. All'interno, volante sportivo di piccolo diametro con corona imbottita e due razze in alluminio, strumentazione aggiuntiva al centro della plancia, sedili anteriori anatomici con poggiatesta integrato, rivestimenti in similpelle e tessuto con cadenini a contrasto (arancio sulle nere e arancio, azzurri sulla grigia). Di serie contagiri, orologio, lunotto termico, tergilunotto e sedile posteriore sdoppiato. Nello stesso anno debutta la "127 Top" basata sulla 1050 CL e disponibile solo con carrozzeria 3 porte e in due colorazioni specifiche, bronzo e blu, entrambe metallizzate, che identificavano due allestimenti interni diversi. Entrambe avevano i sedili in velluto (con poggiatesta e divano posteriore sdoppiabile), i vetri atermici, il volante sportivo, il tergilunotto e il lunotto termico, Optional erano i cerchi ruota della Sport (ma in versione bicolore nera/grigia con pneumatici 155/70) e il tetto apribile (non disponibile per la versione bronzo).
Nel 1980 viene presentata al salone di Ginevra la versione a 5 porte che è proposta in vendita negli allestimenti C e CL e con propulsore di 903 cm³. Contemporaneamente, la versione 4 porte viene tolta dal listino.

### La 127 Diesel, 127 Panorama e la Fiat 147

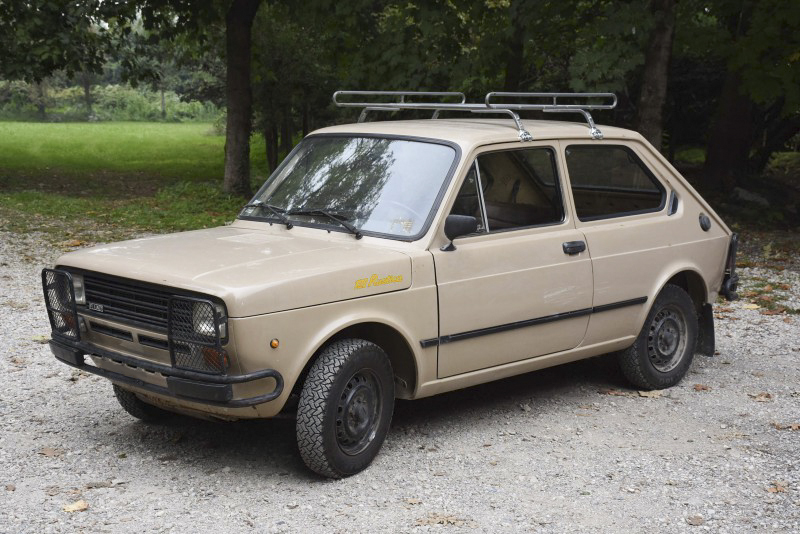
La 127 Rustica

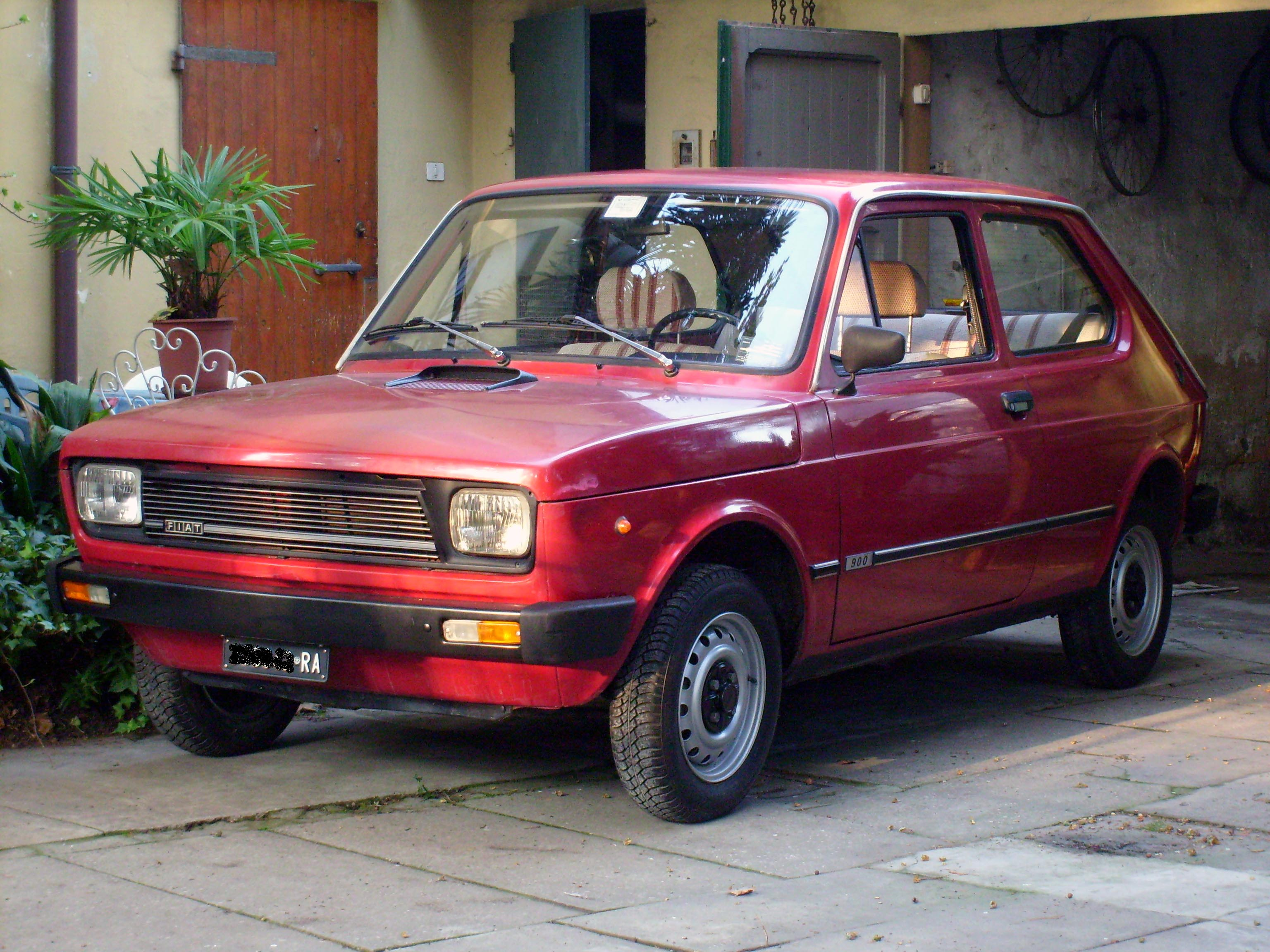
Una Fiat 127 900L a 2 porte, seconda serie

Nel 1981 vengono lanciate la Fiat 127 D e la Fiat 127 Panorama, entrambe basate sulla carrozzeria (differente da quella della 127 europea) della 147 brasiliana. La prima è equipaggiata con un motore a gasolio di 1301 cm³ da 45 CV, la seconda (versione familiare della 147) è disponibile sia in versione a benzina (da 1049 cm³), sia in quella diesel (da 1301 cm³). La 147 stessa verrà venduta in Italia anche con il nome di 127 Rustica: presentata nel 1979 era una versione di aspetto fuoristradistico con allestimento spartano, motore 1050, sospensioni rinforzate (molloni anteriori tipo Tropico e balestre posteriori a lame), protezione della coppa. La fanaleria anteriore e posteriore era riparata da una griglia montata sul paraurti tubolare in metallo, internamente aveva la plancia della 127 brasiliana e sedili specifici con struttura tubolare tipo sedia a sdraio poco imbottiti e rivestiti in similpelle marrone. Offerta con vernice semiopaca di colore beige militare, cerchi neri senza coprimozzo e pneumatici winter, prevedeva come unico optional il portapacchi tubolare. Molto rumorosa ed essenziale, la Rustica fu tolta dal listino nel 1981, fu assemblata negli stabilimenti Lamborghini di Sant'Agata Bolognese.

### Le "Model Year 1981"
Nel frattempo, nella primavera del 1981, quando la 127 era già stata prodotta in quasi 5 milioni di esemplari, la FIAT opera una revisione della gamma. Gli allestimenti L, C, CL e Sport vengono sostituiti dagli "Special" (una via di mezzo tra le precedenti L e C ) disponibile col motore 903 (a 2 e 3 porte) e 1049 (solo a 3 porte), "Super" (analoga alla precedente CL ma con tutti gli optional e i cerchi della C), disponibile sia col 903 che col 1049 (entrambe a 3 porte), e "Sport II" identica alla precedente Sport in termini di motorizzazione. La carrozzeria beneficia di un nuovo assortimento di colori, di fasce paracolpi laterali e di bande di identificazione sul portellone; le finiture dei modelli precedenti, sempre molto spartane, vengono finalmente migliorate (un esempio sono i poggiatesta, a richiesta solo sulla Special e di serie sulla Super).
La 3 porte 1049 Top rimane invariata, mentre la 5 porte 903 C viene sostituita dalla 5 porte 903 CL. La Fiat iniziò la produzione a marzo 1981 solo fino a dicembre dello stesso anno, quando uscì dal listino.

## Terza serie

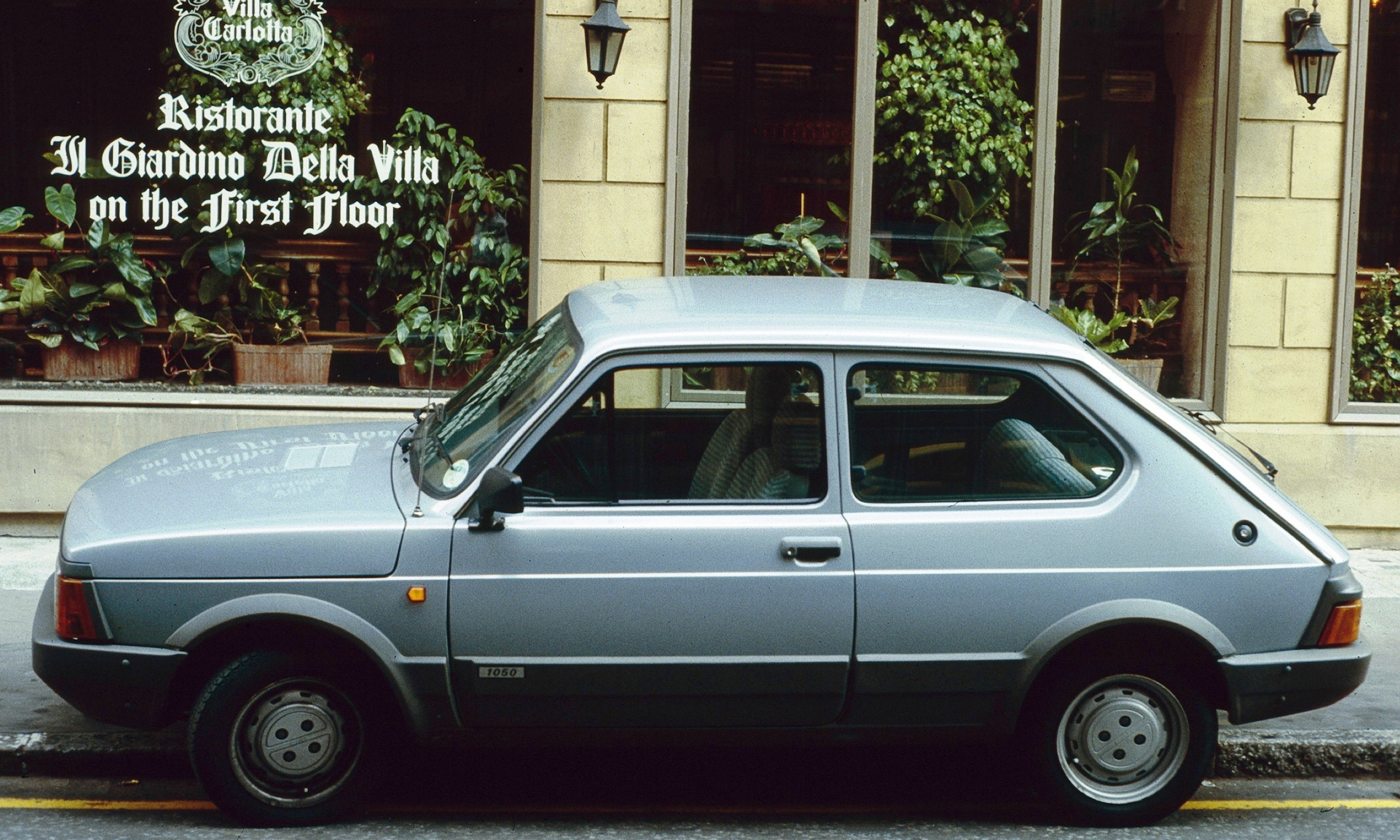
Vista laterale della terza serie

Presentata a metà dicembre 1981, a inizio 1982 fa il suo esordio la terza serie della 127, caratterizzata da ampi scudi paraurti (in plastica), frontale e coda ridisegnati (con gruppi ottici ricoperti da cornici in plastica), nuovi fascioni laterali in plastica (più ampi e comprensivi di passaruota negli allestimenti superiori) e nuovi interni, fra cui una plancia molto vistosa. Ad eccezione di un nuovo cofano più lungo, per allinearsi ai nuovi proiettori, i lamierati non subiscono variazioni e le differenze estetiche, all'apparenza notevoli, sono dovute esclusivamente alle modanature aggiunte.
Gli allestimenti riprendono quelli del restyling del 1981 ("Special", "Super" e "Sport"). I motori di 900 e 1050 cm³ rimangono invariati, mentre la "Sport" adotta un 1301 cm³ da 75 CV derivato per maggiorazione dal 1050 cm³. Importante novità della terza serie è finalmente la possibilità di montare il cambio a 5 rapporti, che sulle prime due serie non era mai stato disponibile (nemmeno sulla Sport) perché la forma dei longheroni anteriori non lasciava spazio a sufficienza. Il 5 marce viene montato soprattutto sulla versione 1050 Super, che per l'occasione sfoggia la scritta "Super 5 Speed" sul portellone. Anche le sospensioni vengono profondamente riviste nelle tarature, e per la prima volta le ruote anteriori hanno un assetto a camber negativo. La nuova carrozzeria, esprime un tentativo di sovrapporre elementi stilistici correnti a un corpo vettura vecchio ormai di dieci anni che, tra l'altro, sotto le vistose appendici di plastica ABS conserva tutti i lamierati della seconda serie. Non era facile per i progettisti Fiat rendere alla 127 una parvenza moderna, ma le modifiche convincono i compratori che ancora una volta le regalano il primo posto (seppur insidiato dalla nuova Ritmo, e solo per il 1982) nelle vendite.
La gamma 1982 era così composta:
- 900 Special 2 porte
- 900 Special 3 porte
- 900 Super 3 porte
- 900 Super 5 porte
- 1050 Super 3 porte
- 1050 Super 5 speed 3 porte
- 1301 Sport 5 speed

## Serie unificata

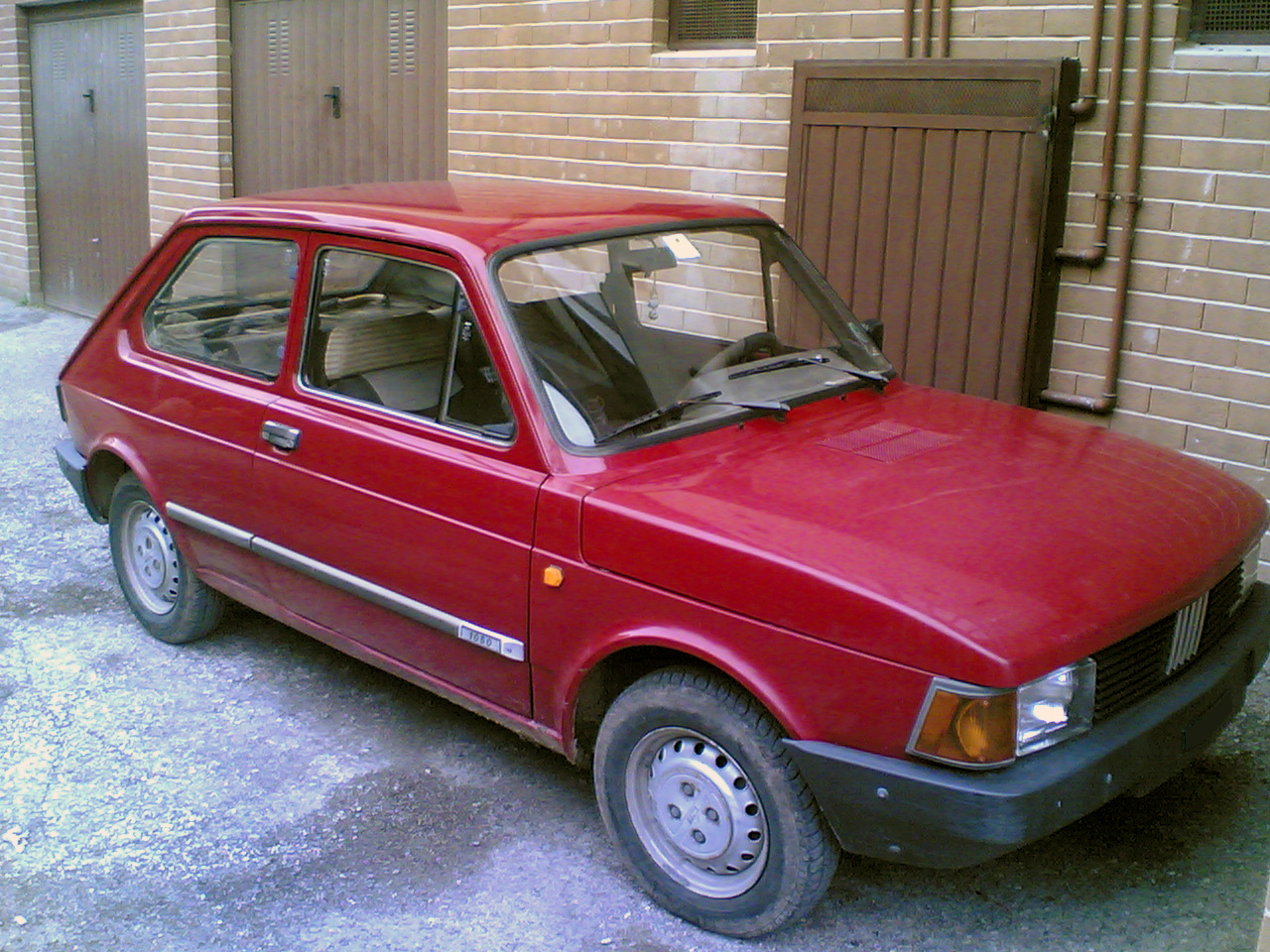
Una Fiat 127 Unificata

L'introduzione sul mercato della Uno (1983), non determina, come si credeva, l'uscita di scena della "127" che, proprio quell'anno, viene nuovamente ristilizzata per diventare un'alternativa "low-cost" alla nuova arrivata. Nasce la 127 Unificata, cioè un unico modello per Europa e Sud America, dove viene prodotta (che poi altro non è che un restyling della 147, con la conseguente definitiva uscita di produzione della versione italiana). La Unificata dispone di due motori (il benzina di 1050 cm³ e il diesel di 1301 cm³), due corpi vettura (berlina a tre porte e station wagon Panorama) e un unico allestimento, quello del vecchio modello "Super", nel frontale si introduce il nuovo logo FIAT: le cinque barre cromate. Più convincente della precedente, soprattutto nella coda (anche se però il portellone è di dimensioni lievemente inferiori a quello della vecchia versione, praticamente con la stessa soglia di ingresso della prima serie del 1971), questa nuova serie deve però vivere all'ombra della Uno, e il suo impatto sul mercato risulta dunque trascurabile. La carriera europea della 127 si conclude nel 1987, mentre in Sud America la produzione continua fino a metà anni novanta.
Per un certo periodo venne prodotta (con componenti di provenienza brasiliani, ma motori a benzina e non a miscela alcool-benzina) anche in Argentina dagli stabilimenti della SEVEL argentina (joint-venture con Peugeot). Il nome argentino variava. La prima versione (147/Rustica) era denominata "Brio". Successivamente con l'adozione della griglia anteriore con le "cinque barre cromate" divenne "Spazio" (sino al 1993) e poi "Vivace" sino al 1996, quando ne cessò la produzione anche in Argentina.
Al termine della produzione, si stima che ne fossero stati prodotti oltre 4,5 milioni di unità.

## Motorizzazioni
| Modello         | Disponibilità    | Motore  | Cilindrata (cm³) | Potenza       | Coppia max (Nm) | Emissioni CO2 (g/km) | 0–100 km/h (secondi) | Velocità max (km/h) | Consumo medio (km/l) |
| --------------- | ---------------- | ------- | ---------------- | ------------- | --------------- | -------------------- | -------------------- | ------------------- | -------------------- |
| 900             | dal 1971 al 1983 | Benzina | 903              | 33 kW (45 CV) | 63              | N.D.                 | 19.1                 | 135                 | 13.7                 |
| 1050            | dal 1977 al 1987 | Benzina | 1049             | 36 kW (50 CV) | 77              | N.D.                 | 17.5                 | 140                 | 12.8                 |
| 1050 Sport      | dal 1978 al 1981 | Benzina | 1049             | 51 kW (70 CV) | 83              | N.D.                 | 15.0                 | 155                 | 13.6                 |
| 1.3 Sport       | dal 1981 al 1983 | Benzina | 1301             | 55 kW (75 CV) | 103             | N.D.                 | 12.0                 | 164                 | 12.6                 |
| 1.3 Diesel      | dal 1981 al 1985 | Diesel  | 1301             | 33 kW (45 CV) | 74              | N.D.                 | 19.0                 | 131                 | 16.0                 |
| Fonte dei dati: |                  |         |                  |               |                 |                      |                      |                     |                      |

## Modelli derivati

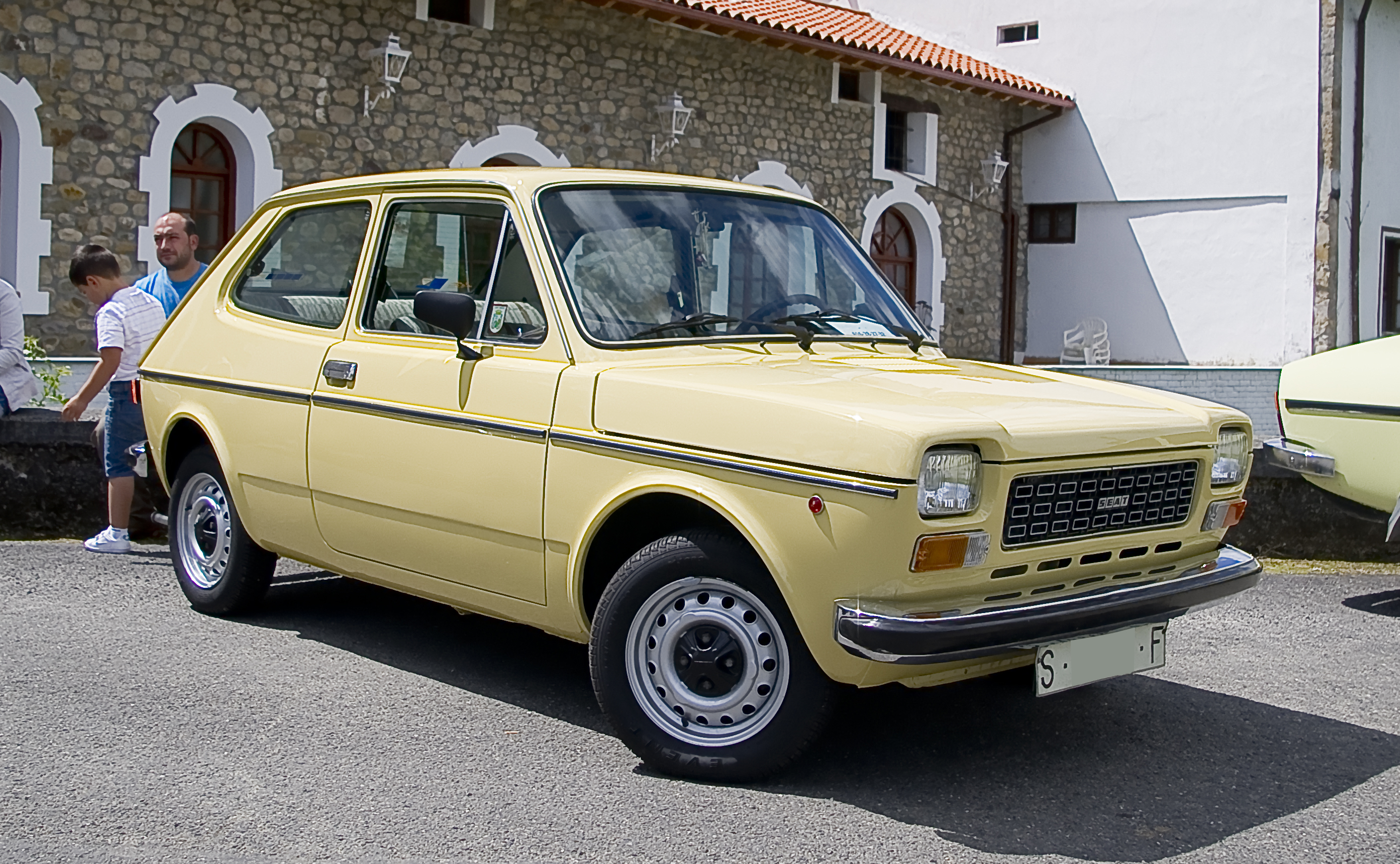
Una Seat 127 del 1977

### SEAT 127 e "Fura"
La produzione della 127 venne effettuata anche negli stabilimenti spagnoli della allora controllata SEAT, che la commercializzava sul mercato nazionale come SEAT 127, fin dalla prima serie. Non si trattava semplicemente di un processo di assemblaggio delle componenti della vettura come spesso si crede. Esisteva un vero e proprio indotto spagnolo per la componentistica e le vetture venivano assemblate su "licenza Fiat " dalla SEAT.

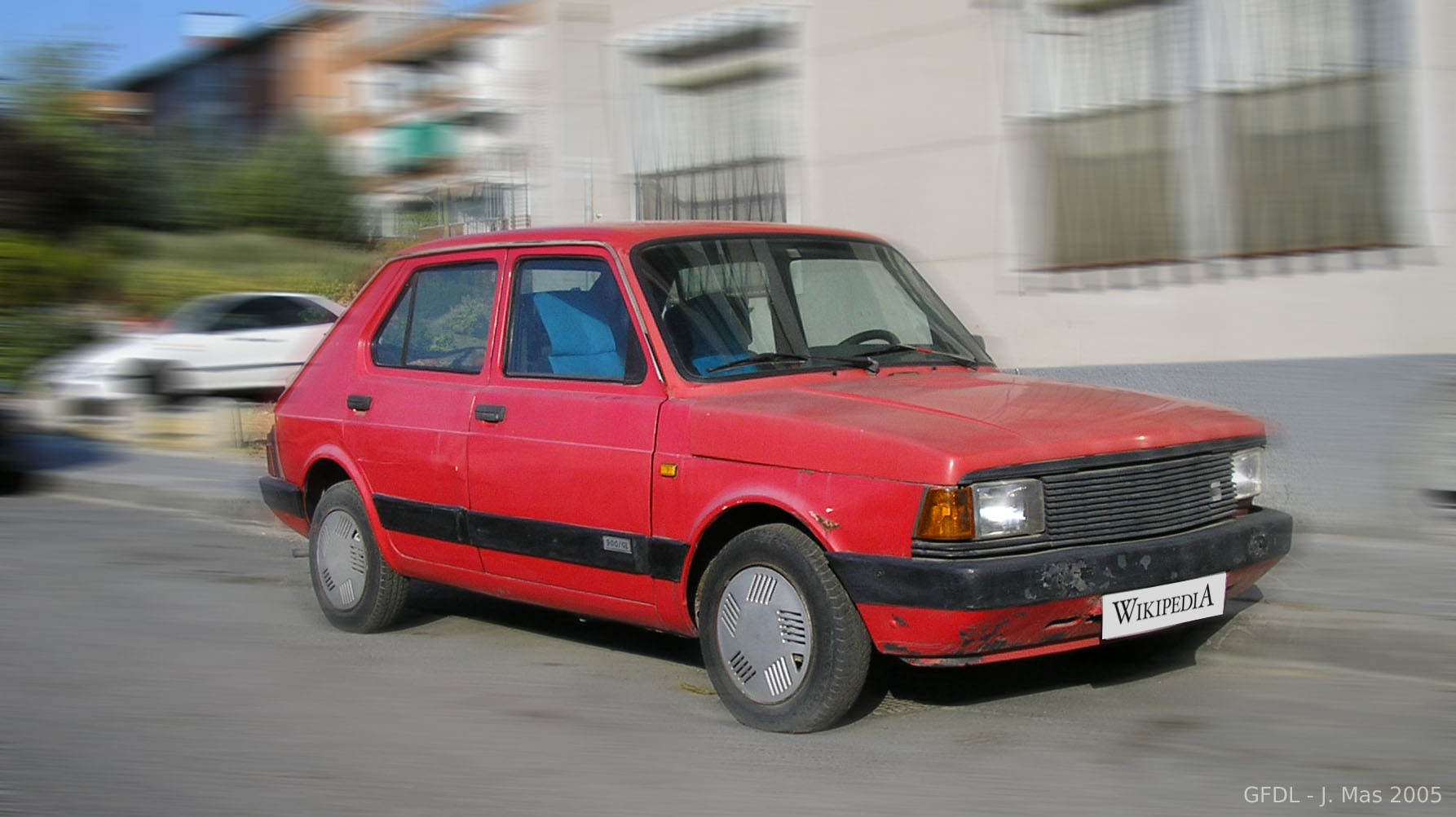
La SEAT Fura derivata dalla 127

Caratteristica delle SEAT 127 era la disponibilità fin dalla prima serie di carrozzerie a 4 e 5 porte (mai prodotte in Italia da Fiat); l'abbinamento del motore 903 cm³ all'allestimento CL sulla seconda serie (in Italia da Fiat riservato solo alla 1050) e all'inedito motore 1010 cm³ derivato dallo stesso 903 cm³ (in Spagna su seconda serie non è mai esistito il motore 1050 cm³). La terza serie (sotto il controllo Fiat) si chiamava "SEAT 127 Fura" ed era esteticamente uguale alla terza serie italiana. Al termine dell'accordo con la Fiat, come avvenne con altri modelli (ad esempio la Panda e la Ritmo), la casa spagnola provvide ad alcune leggere modifiche del modello esistente per immettere sul mercato la derivata, che perse il nome 127 e fu chiamata semplicemente Fura.

### Fiat 147 e "Oggi"

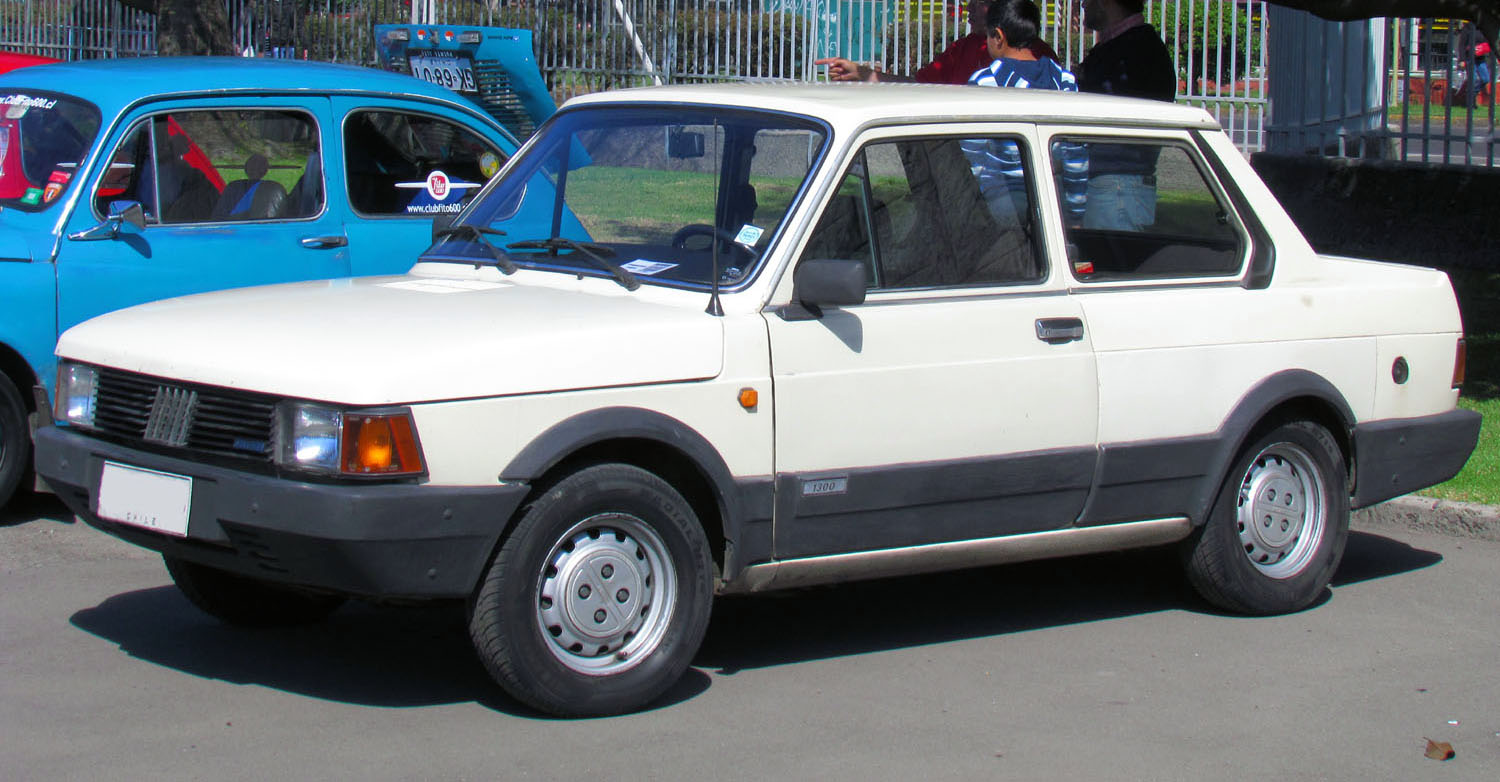
Una Fiat "Oggi" del 1984

In Brasile, oltre che essere prodotta la Fiat 147 (versione brasiliana della Fiat 127), furono anche prodotte: 
- La 147 Panorama, una piccola familiare 3 porte.
- La "Oggi" una versione due porte a tre volumi della 127 Unificata, somigliante in piccolo a una 128.

### Zastava Yugo
Anche sul mercato jugoslavo venne immessa una versione derivata di questo modello, prodotta dalla Zastava e chiamata Zastava Yugo 45, importata anche in Italia con il nome di Innocenti Koral; in questo caso la meccanica della 127 venne rivestita da una nuova carrozzeria, che aveva pochi punti in comune con la progenitrice.

### Fiat Fiorino
Il veicolo commerciale più noto, derivato dalla 127, è la prima serie del furgone Fiorino: un prodotto il cui concetto di base si ricollega a precedenti veicoli della francese Citroën, come il 2CV Furgoncino (derivato dalla 2CV) e l'Acadiane (derivato dalla Dyane). Ma prima ancora si può risalire alla Fiat 1100 ALR d'anteguerra. Del Fiorino esisteva anche una versione pick up, con il medesimo frontale della 147 e della Rustica.
Sulla Base del Fiorino seconda serie 1980 venne realizzata una piccola serie di Fiorino Panorama Tempo Libero. La vettura, sebbene spartana, permetteva mediante due panche il trasporto di 6 passeggeri. Le due panche, utilizzando due appendici ribaltabili e ribaltando i sedili anteriori verso l'abitacolo anteriore del mezzo si trasformava in mini camper con due comodi posti per dormire.

### Officine Meccaniche Fiore
La carrozzeria di rilevanza internazionale nel mondo ferroviario realizzò nel 1975, su base 127 special, una spiaggina per il noleggio senza conducente. La vettura aveva ampissimi scudi/paraurti che includevano fari e fanali. Gli interni erano realizzati in tessuto plastificato con colori Tartan Scozzese.
Il modello era chiamato : Gipsy e realizzato in colore arancio Fluo su disegno di Trevor Frozen Fiore, già autore della De Tomaso Vallelunga

### Fissore

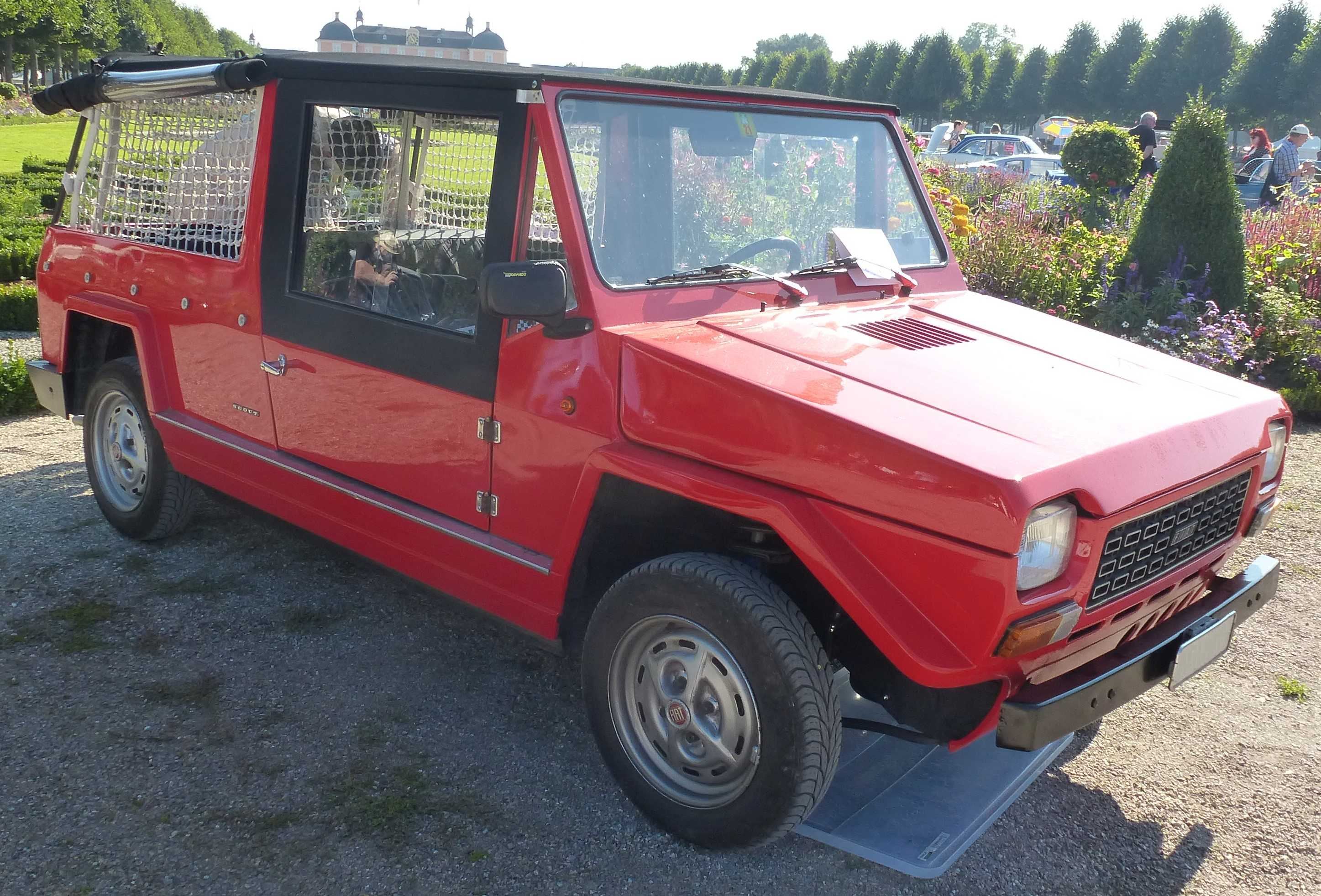
Fiat 127 Fissore Scout

La Carrozzeria Fissore proponeva alcuni modelli derivati dalla 127: 
- La Fissore "Scout", una sorta di fuoristrada-spiaggina a trazione anteriore, disegnata da Franco Maina.
- La Fissore 127 Combi, una versione speciale della 127 berlina che aveva il portellone posteriore (detto ad apertura totale) che arrivava fino al paraurti posteriore e i gruppi ottici della fiat 126 sui lati. Questa soluzione permetteva un notevole vantaggio nelle operazioni di carico e scarico.

### Moretti

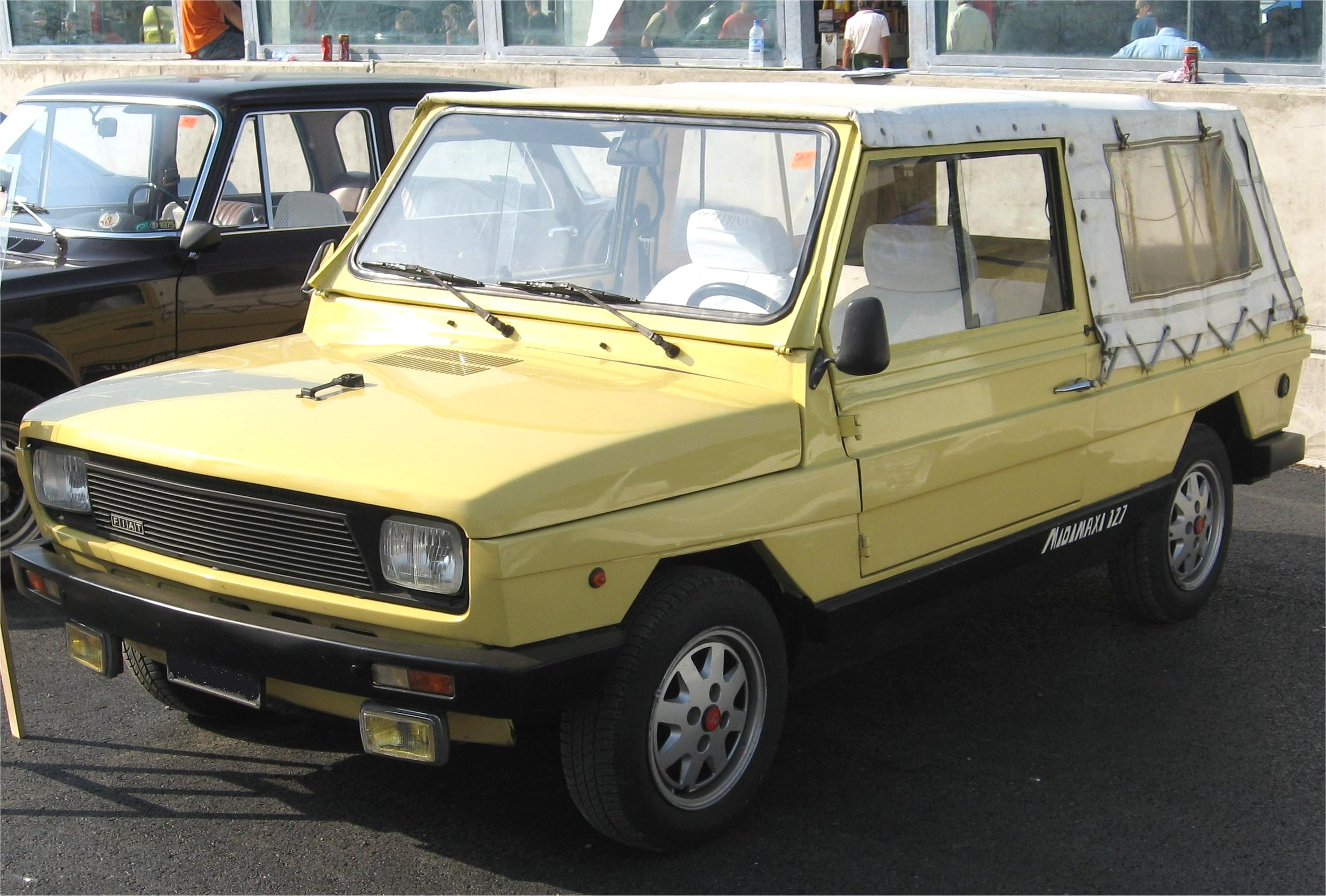
Fiat 127 Moretti Midimaxi

Moretti realizzò vari modelli su base 127: 
- Moretti 127 Berlina Lusso.
- Moretti 127 Coupé, prodotta dal 1972 al 1976.
- Moretti 127 MidiMaxi, prodotta dal 1972 al 1984, una vettura multiuso con carrozzeria aperta, molto versatile grazie alla possibilità di chiuderla montando un hard-top in vetroresina con finestrature apribili o un soft-top in tela.
- Moretti 127 Paguro, un veicolo commerciale che, nella prima serie, poteva essere venduto nelle versioni furgone, furgone finestrato, camioncino Pick-up e camioncino con telone. Nella seconda serie poteva essere configurato nelle versioni camioncino Pick-up e camioncino con telone.

### Francis Lombardi
La Francis Lombardi proponeva alcuni modelli su base 127: 
- La Lucciola, con carrozzeria leggermente allungata, 4 porte e un bagagliaio più capiente.
- La Holiday, una piccola fuoristrada scoperta a 2 ruote motrici.
- La Coupé, rimasta allo stato di prototipo e mai commercializzata.

### Coriasco

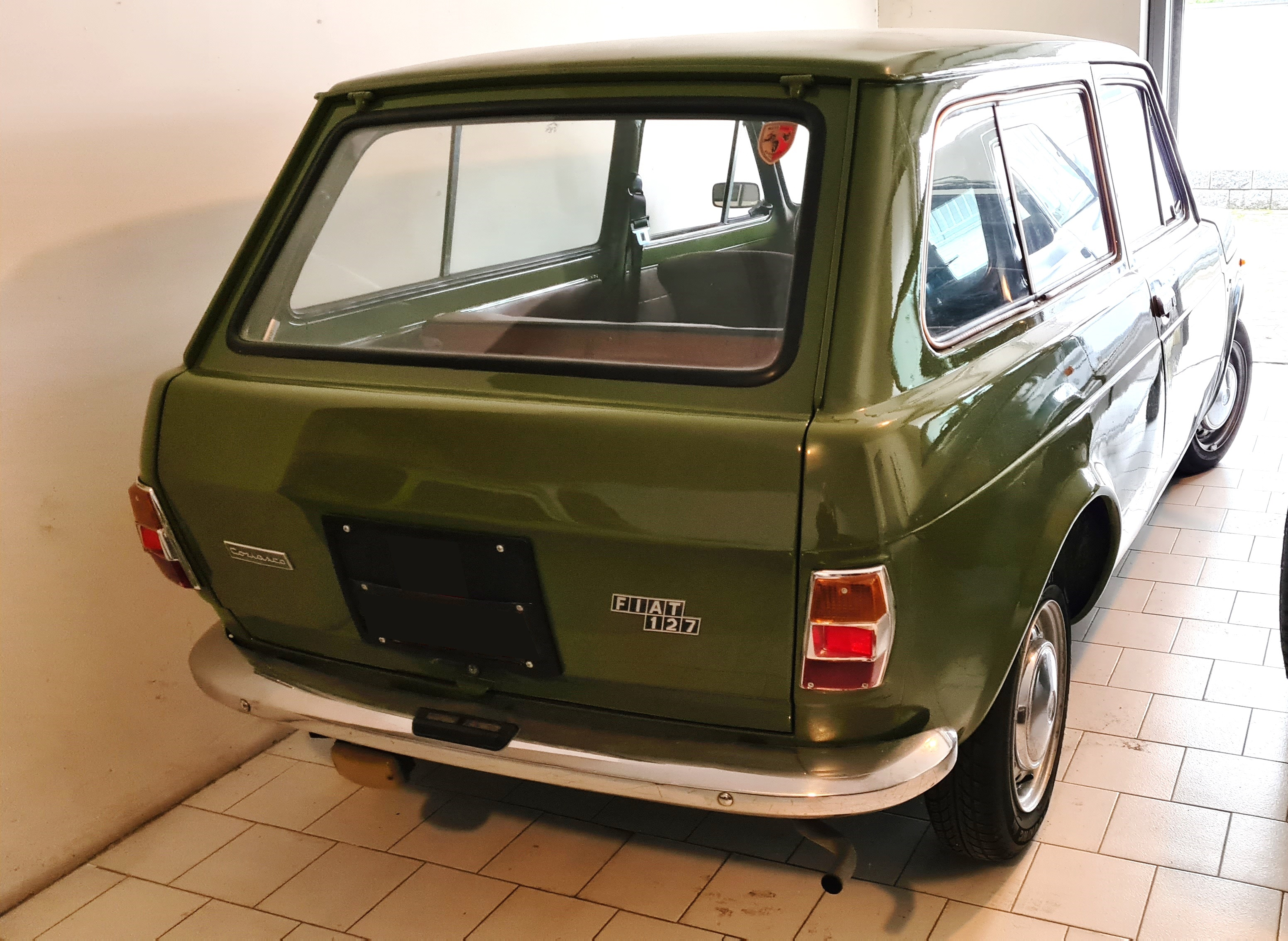
Fiat 127 Coriasco Familiare, rear

Anche la carrozzeria torinese Coriasco si cimentò in varie versioni su base 127:
- La 127 Coupé anno 1971 oneoff, Salone di Torino basata su 127 prima serie 2+2, colore rosso (linee di cintura simili alla Lamborghini Jarama)
- La 127 Coupé anno 1977 oneoff, Salone di Ginevra restyling (del modello 1971) bicolore Grigiochiaro/Grigioscuro
- La 127 Familiare.
- La 127 Furgoncino, come la 127 Familiare ma lamierata ovvero senza la parte finestrata posteriore.
- La 127 Farm, basata du 127 seconda serie ma con la parte posteriore rialzata, che richiama gli stilemi della Matra-Simca Rancho.

### Giannini
Tra i modelli proposti da Giannini Automobili s.p.a spiccano due modelli su base 127 (prima e seconda serie), dotati di due differenti livelli di preparazione del motore e vari accessori sportivi su ordinazione: 
- La 127 NP.
- La 127 NP-S, con un livello di elaborazione più spinto rispetto alla NP.

### Frua
Pietro Frua presenta a Ginevra nel 1977 la "Dingy", una spiaggina su base 127, che viene avviata in piccola serie.

### Bertone
La carrozzeria Bertone si cimenta con una concept che presenta al salone di Ginevra del 1974, la "Village", un'utilitaria multiuso su base 127, semplice e versatile, che non venne mai commercializzata.
La carrozzeria Bertone, sul modello seconda serie, propone a Luglio 1978 alla Fiat tre prototipi face lifting:  127 Giovani, 127 Lady e S132.
Tonalità fluo regalano agli interni sfumature psichedeliche.

### Michelotti
Il designer Giovanni Michelotti, collaborando con la rivista Quattroruote, nel 1978, progetta una multiuso su base 127 chiamata Every 4R, di questa vettura si hanno scarse informazioni.

### Emelba
La carrozzeria spagnola Emelba proponeva varie versioni della Seat 127: 
- SEAT 127 Samba, era la spiaggina "Scout" di Fissore costruita su licenza dalla Emelba.
- SEAT 127 Póker, simile al "Paguro" di Moretti nella varietà degli allestimenti (furgone e pick-up) e personalizzazioni ma progettato da Emelba, su questa base sono state realizzate molte versioni per gli usi più disparati, tra i quali si sottolinea un curioso kit per la camperizzazione, completamente rimovibile. Questo kit poteva accogliere due persone e comprendeva un tavolino, un lavandino e un fornello.

### Shifty 900
Tra gli utilizzi meno ortodossi collegati alla storia della 127, si annovera l'utilizzo del suo stesso motore per la realizzazione di un motociclo, lo Shifty 900; oltre al propulsore, del veicolo originale venivano riciclati anche il cambio e la strumentazione.

### TOTEM
Nel 1973 il motore della 127 venne utilizzato per il progetto del cogeneratore sviluppato dal Centro Ricerche Fiat, il TOTEM acronimo di TOTal Energy Module. Il motore, in versione 903 cm³ di cilindrata, era stato convertito per l'alimentazione a gas o biogas. L'ideatore del progetto fu l'ing. Mario Palazzetti.